# قرار مجلس الأمن التابع للأمم المتحدة رقم 1748
قرار مجلس الأمن التابع للأمم المتحدة رقم 1748، المتخذ بالإجماع في 27 مارس 2007.

## القرار

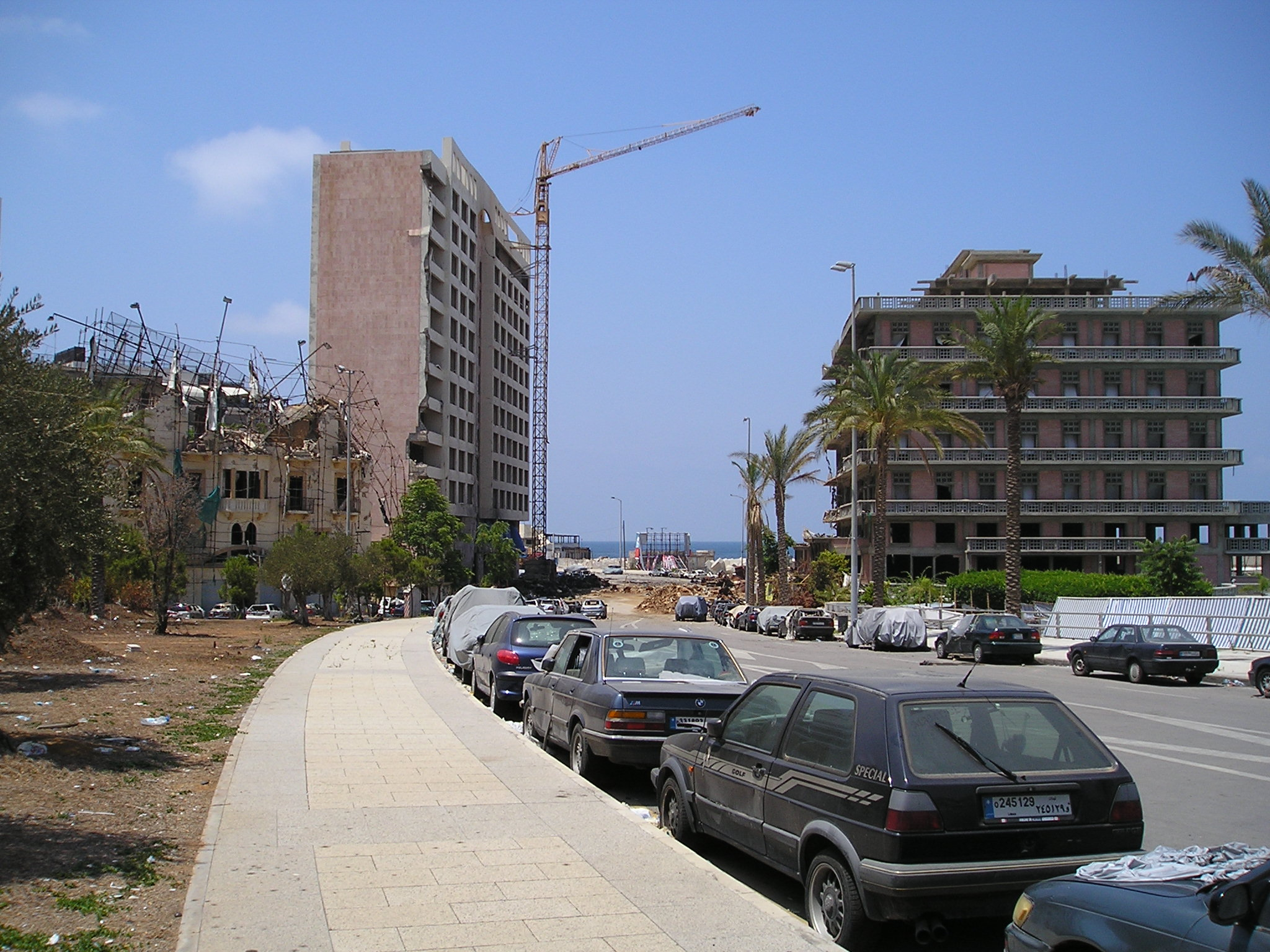
الشارع الذي اغتيل فيه الحريري

تأكيدا على استعداده لمواصلة مساعدة لبنان في البحث عن الحقيقة في الهجوم الإرهابي الذي وقع في 14 شباط / فبراير 2005 وأودى بحياة رئيس الوزراء الأسبق رفيق الحريري و 22 آخرين، مدد مجلس الأمن، حتى 15 حزيران / يونيو 2008، ولاية لجنة التحقيق الدولية المستقلة التي أنشأتها للتحقيق في الهجوم.
أجرى المجلس مناقشة حول أحدث تقرير للجنة التحقيق الدولية المستقلة في 21 مارس، أخبر خلالها المفوض سيرج براميرتز المجلس أنه تم إحراز تقدم كبير، ليس فقط في هجوم 14 شباط / فبراير، وأن اللجنة واصلت تقديم المساعدة التقنية للسلطات اللبنانية في 16 قضية أخرى، وفحصت الروابط المحتملة مع قضية الحريري. وشملت تلك الحالات اغتيال الوزير بيار الجميل وتفجير حافلتين في عين علق.

## روابط خارجية
- نص القرار في undocs.org